# Tufuka
Tufuka (auch: Tufagga, Tufaka) ist eine kleine Insel im Norden von Tongatapu im Pazifik. Sie gehört politisch zum Königreich Tonga.

## Geografie
Das Motu liegt im Nordwesten des Archipels ungefähr in einer Linie mit Niu ‘Aunofo Point und Toketoke. Zusammen mit dem größeren, nördlich anschließenden ʻAtatā bildet die Insel die östliche Begrenzung der Maria Bay.

## Klima
Das Klima ist tropisch heiß, wird jedoch von ständig wehenden Winden gemäßigt. Ebenso wie die anderen Inseln der Tongatapu-Gruppe wird Tufuka gelegentlich von Zyklonen heimgesucht.